# Дерутра
Дерутра (Derutra, акроним от Deutsch-Russische Transport-Aktiengesellschaft с нем. — «Немецко-русское транспортное акционерное общество») — совместная советско-немецкая транспортная компания, существовавшая с 1921 по 1934 год и возобновившая свою деятельность по окончании Второй мировой войны в 1946 году. Штаб-квартира компании располагалась в Берлине.

## История

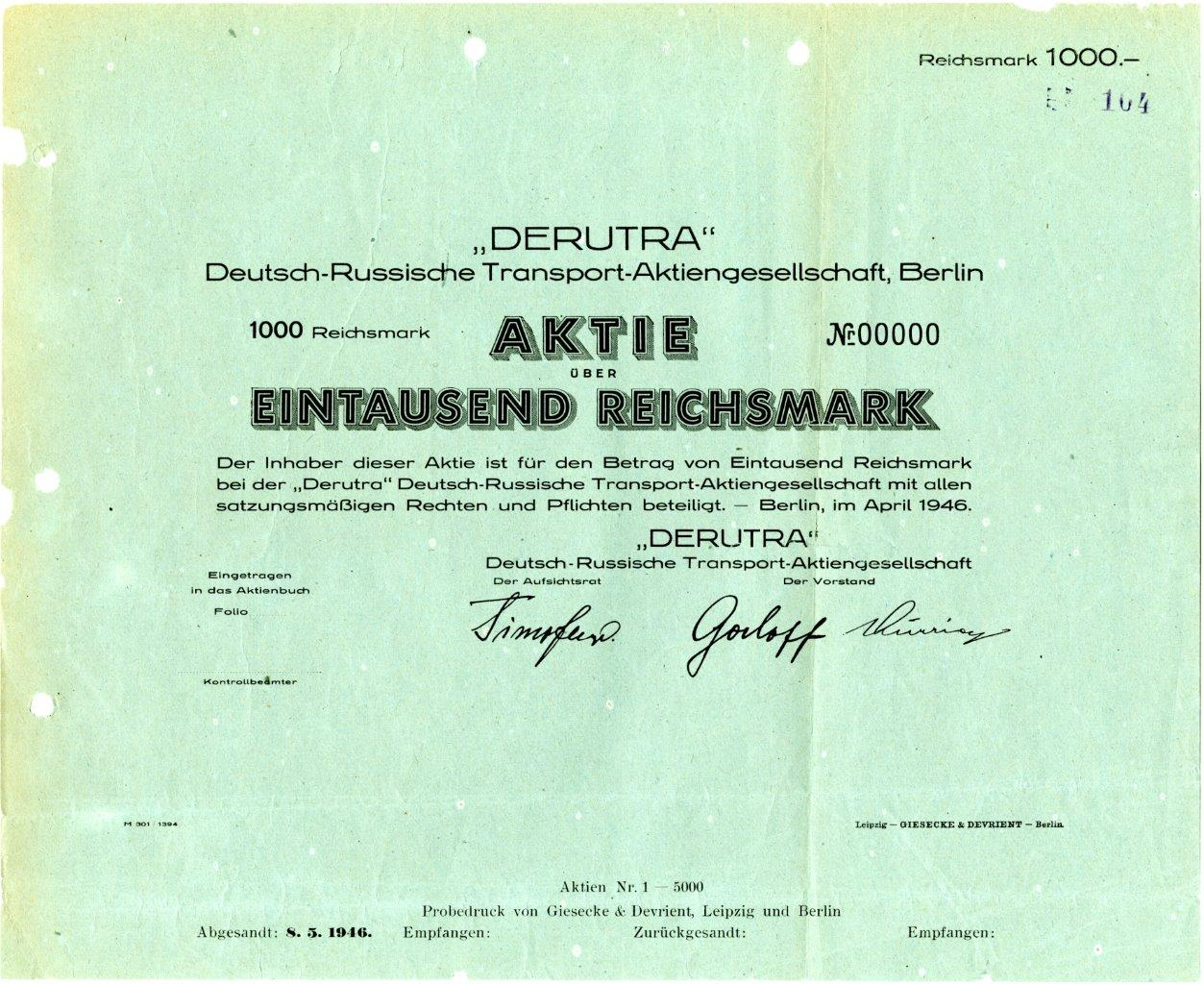
Акция АО «Дерутра», Берлин, 1946 г.

Компания основана в 1921 году с целью координации пассажиропотока и товарообмена между СССР и Германией, и просуществовала до 1934 г.
По окончании Второй мировой войны, в 1946 г., «Дерутра» была воссоздана в Восточном Берлине. Основной задачей возрожденной компании с филиалами в Ростоке, Висмаре и Штральзунде являлось осуществление транспортировки материальных ценностей по репарациям и прочих внешнеторговых перевозок между советской оккупационной зоной в Германии (впоследствии ГДР) и Советским Союзом. 1 января 1954 г. компания была передана ГДР и преобразована в государственное предприятие Deutrans Internationale Spedition.